# Jack River (Normanby River)
Der Jack River ist ein Fluss im Norden des australischen Bundesstaates Queensland, in der Region Far North Queensland auf der Kap-York-Halbinsel.

## Geografie
Der Fluss entspringt im Ostteil des Jack-River-Nationalparks und fließt nach Westen. Er durchquert dabei den Jack-River-Nationalpark und tritt in den Lakefield-Nationalpark ein. Rund 15 Kilometer östlich der Siedlung Lakefield mündet der Jack River in den Normanby River.